# Pynnönsaari (ö i Södra Savolax, S:t Michel, lat 61,45, long 27,13)
Pynnönsaari är en ö i Finland. Den ligger i sjön Ala-Kuomio och i kommunen Sankt Michel i den ekonomiska regionen  S:t Michel och landskapet Södra Savolax, i den södra delen av landet, 180 km nordost om huvudstaden Helsingfors. Öns area är 0,7 hektar och dess största längd är 190 meter i nord-sydlig riktning.